# Шима
 Шима  (јап. 志摩市) град је у Јапану у префектури Мије. Према попису становништва из септембра 2012. у граду је живело 53.056 становника.

## Становништво
Према подацима са пописа, у граду је 2012. године живело 53.056 становника.
| 1995.  | 2000.  | 2005.  |
| ------ | ------ | ------ |
| 63.035 | 61.628 | 58.225 |